# Grand Prix automobile de Grande-Bretagne 1973

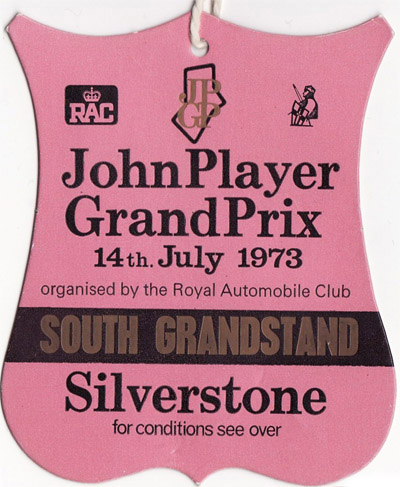
Billet pour le Grand Prix de Grande-Bretagne 1973

Résultats du Grand Prix de Grande-Bretagne de Formule 1 1973 qui a eu lieu sur le circuit de Silverstone le 14 juillet 1973.

## Classement
| Pos  | N° | Pilote               | Écurie            | Tours | Temps/Abandon          | Grille | Points |
| ---- | -- | -------------------- | ----------------- | ----- | ---------------------- | ------ | ------ |
| 1    | 8  | Peter Revson         | McLaren-Ford      | 67    | 1 h 29 min 18 s 5      | 3      | 9      |
| 2    | 2  | Ronnie Peterson      | Lotus-Ford        | 67    | + 2 s 8                | 1      | 6      |
| 3    | 7  | Denny Hulme          | McLaren-Ford      | 67    | + 3 s                  | 2      | 4      |
| 4    | 27 | James Hunt           | March-Ford        | 67    | + 3 s 4                | 11     | 3      |
| 5    | 6  | François Cevert      | Tyrrell-Ford      | 67    | + 36 s 6               | 7      | 2      |
| 6    | 10 | Carlos Reutemann     | Brabham-Ford      | 67    | + 44 s 7               | 8      | 1      |
| 7    | 19 | Clay Regazzoni       | BRM               | 67    | + 1 min 11 s 7         | 10     |        |
| 8    | 3  | Jacky Ickx           | Ferrari           | 67    | + 1 min 17 s 4         | 19     |        |
| 9    | 25 | Howden Ganley        | Iso Marlboro-Ford | 66    | + 1 tour               | 18     |        |
| 10   | 5  | Jackie Stewart       | Tyrrell-Ford      | 66    | + 1 tour               | 4      |        |
| 11   | 15 | Mike Beuttler        | March-Ford        | 65    | + 2 tours              | 24     |        |
| 12   | 21 | Niki Lauda           | BRM               | 63    | + 4 tours              | 9      |        |
| 13   | 28 | Rikky von Opel       | Ensign-Ford       | 61    | + 6 tours              | 21     |        |
| Abd. | 11 | Wilson Fittipaldi    | Brabham-Ford      | 44    | Fuite d'huile          | 13     |        |
| Abd. | 1  | Emerson Fittipaldi   | Lotus-Ford        | 36    | Transmission           | 5      |        |
| Abd. | 29 | John Watson          | Brabham-Ford      | 36    | Distribution d'essence | 23     |        |
| Abd. | 12 | Graham Hill          | Shadow-Ford       | 24    | Châssis                | 27     |        |
| Abd. | 22 | Chris Amon           | Tecno             | 6     | Distribution d'essence | 29     |        |
| Abd. | 30 | Jody Scheckter       | McLaren-Ford      | 0     | Collision              | 6      |        |
| Abd. | 23 | Mike Hailwood        | Surtees-Ford      | 0     | Collision              | 12     |        |
| Abd. | 31 | Jochen Mass          | Surtees-Ford      | 0     | Collision              | 14     |        |
| Abd. | 24 | Carlos Pace          | Surtees-Ford      | 0     | Collision              | 15     |        |
| Abd. | 20 | Jean-Pierre Beltoise | BRM               | 0     | Collision              | 17     |        |
| Abd. | 9  | Andrea de Adamich    | Brabham-Ford      | 0     | Collision              | 20     |        |
| Abd. | 14 | Roger Williamson     | March-Ford        | 0     | Collision              | 22     |        |
| Abd. | 16 | George Follmer       | Shadow-Ford       | 0     | Collision              | 25     |        |
| Abd. | 17 | Jackie Oliver        | Shadow-Ford       | 0     | Collision              | 26     |        |
| Abd. | 26 | Graham McRae         | Iso Marlboro-Ford | 0     | Accélérateur           | 28     |        |
| Abd. | 18 | David Purley         | March-Ford        | 0     | Sortie de piste        | 16     |        |

Légende :
- Abd.=Abandon

## Pole position et record du tour
- Pole position : Ronnie Peterson en 1 min 16 s 3 (vitesse moyenne : 222,275 km/h).
- Tour le plus rapide : James Hunt en 1 min 18 s 6 au 63e tour (vitesse moyenne : 215,771 km/h).

## Tours en tête
- Ronnie Peterson : 38 (1-38)
- Peter Revson : 29 (39-67)

## À noter
- 1re victoire pour Peter Revson.
- 7e victoire pour McLaren en tant que constructeur.
- 60e victoire pour Ford Cosworth en tant que motoriste.
- 1er départ pour Roger Williamson